# Nicola Posener
Nicola Posener (* 18. Oktober 1987 in London, England) ist eine britische Schauspielerin.

## Leben
Von 2004 bis 2006 lernte Posener das Schauspiel am Westminster Kingsway College. Später folgten Schauspielkurse am The Actors Centre in London. 2018 nahm sie am Selective programme for UK rising stars in US der BAFTA Los Angeles teil. Dank einer Green Card ist sie berechtigt, in den USA zu arbeiten.
Nach Episodenrollen in den Fernsehserien The Mysti Show und Echo Beach, verkörperte sie von 2008 bis 2009 in insgesamt 28 Episoden die Rolle der Pyper in der Fernsehserie Life Bites. In den nächsten Jahren folgten Besetzungen in Kurz- und Spielfilmen sowie eine Rolle in drei Episoden der Fernsehserie House of Anubis im Jahr 2011. Im selben Jahr stellte sie die weibliche Hauptrolle der Kate Sterling im Fantasyfilm Paladin – Der Drachenjäger dar. In der Fortsetzung Paladin – Die Krone des Königs von 2013 fungierte sie als Erzählerin. Von 2014 bis 2016 verkörperte sie die Rolle der Teela in fünf Filmen der Mythica-Reihe. Von 2018 bis 2020 war sie in der Rolle der Amelia in insgesamt 20 Episoden der Fernsehserie Reich und Schön zu sehen. Seit 2018 mimt sie die Figur der Yvonne in der Fernsehserie Age of the Living Dead.

## Filmografie

### Schauspiel
- 2005: The Mysti Show (Fernsehserie, Episode 2x06)
- 2008: Echo Beach (Fernsehserie, Episode 1x01)
- 2008–2009: Life Bites (Fernsehserie, 28 Episoden)
- 2009: Breathe
- 2010: Shooting Earth (Kurzfilm)
- 2010: Lab Rats
- 2011: House of Anubis (Fernsehserie, 3 Episoden)
- 2011: Paladin – Der Drachenjäger (Dawn of the Dragonslayer)
- 2011: How to Stop Being a Loser
- 2012: Payback Season
- 2012: Casualty (Fernsehserie, Episode 26x29)
- 2012: Axed
- 2012: Twenty8k
- 2012: The Hooligan Wars – Einer gegen die Ultras (The Hooligan Wars)
- 2012: Persona (Fernsehserie, 5 Episoden)
- 2013: File Box
- 2013: Modern Man (Kurzfilm)
- 2013: A Voice to Die For (Kurzfilm)
- 2013: Sennheiser Momentum On-Ear Headphones (Kurzfilm)
- 2013: CIA Declassified (Fernsehserie, Episode 1x02)
- 2014: Lion (Kurzfilm)
- 2014: The Crypt
- 2014: Mythica – Weg der Gefährten (Mythica: A Quest for Heroes)
- 2015: Kick – Spiel um dein Leben (Kick)
- 2015: Mythica – Die Ruinen von Mondiatha (Mythica: The Darkspore)
- 2015: True Nightmares (Fernsehserie)
- 2015: Mythica – Der Totenbeschwörer (Mythica: The Necromancer)
- 2016: Broken Wings (Kurzfilm)
- 2016: The Twisted Death of a Lonely Madman
- 2016: Mythica: The Iron Crown
- 2016: Sing It! (Fernsehserie, 2 Episoden)
- 2016: Nightmare Wedding (Fernsehfilm)
- 2016: Mythica: The Godslayer
- 2017: Hanneli and Anne (Kurzfilm)
- 2017: Gear
- 2018: Ninjak vs the Valiant Universe (Fernsehserie, 2 Episoden)
- 2018: Tin Holiday
- 2018–2020: Reich und Schön (The Bold and the Beautiful, Fernsehserie, 20 Episoden)
- 2018: Age of the Living Dead (Fernsehserie, 6 Episoden)
- 2019: House Red
- 2019: Endeavor (Fernsehserie)
- 2020: Angels Fallen
- 2020: The Baker (Kurzfilm)
- 2020: A Crafty Christmas Romance (Fernsehfilm)
- 2021: Shook
- 2021: End of Term
- 2021: Bookworm and the Beast
- 2022: Navy CIS (NCIS, Fernsehserie, Episode 20x04)
- 2022: House Red
- 2023: Love in Focus
- 2023: Mythica: Stormbound
- 2024: Blood Wars
- 2025: The Royal We (Fernsehfilm)

### Synchronsprecher
- 2013: Paladin – Die Krone des Königs (The Crown and the Dragon) (Erzählerin)
- 2014: Sternenkrieger – Survivor (Survivor) (Sprechrolle)
- 2016: The Rangers (Sprechrolle)
- 2017: Magellan (Sprechrolle)
- 2020: Age of the Living Dead: Evacuate New York (Videospiel)